# Znak Svatého Bartoloměje
Znak Svatého Bartoloměje navrhla v roce 1977 heraldička Mireille Louisová a jeho podoba symbolizuje ve zkratce evropské mocnosti, které se postupně ostrova zmocňovaly. Znak byl přijat 9. prosince 1977 usnesením municipalitní rady. Znak je použit i na vlajce Svatého Bartoloměje v podobě vlajkového znamení na bílém listu o poměru stran 2:3.
Znak je tvořen modrým štítem s červeným břevnem. Na horním, modrém poli jsou tři zlaté bourbonské lilie, ty připomínají francouzskou nadvládu od roku 1638. Stříbrný osmihrotý kříž na červeném břevnu je připomínkou Maltézského řádu, který ostrov obsadil v letech 1651–1656. Tři korunky v dolním, modrém poli jsou připomínkou Švédska, které ostrov v roce 1785 zakoupilo.

Velký královský znak Francie (1815–1830)
Maltézský kříž
Tři korunky na malém švédském znaku

Na štít je položena zlatá hradební koruna se třemi věžemi se stínkami (zuby), třemi černými, otevřenými branami a kresbou zdiva, připomínající statut municipality. Symbol hradební koruny byl všem francouzským městům udělen za prvního císařství.
Štítonoši jsou dva stříbrní pelikáni se zlatou zbrojí. Symbolizují faunu ostrova.
Pod štítem je zlatá stuha s červeným podložením a černým nápisem OUANALAO (původní karibský název ostrova ve francouzské transkripci). Současný název (Isla de San Bartolomeo) dal ostrovu Kryštof Kolumbus na počest data objevu (24. srpna) nebo (dle jiných zdrojů) podle jména svého bratra.